# Claude Guilleminet
 (mai 2014).
Claude Marie Guilleminet, né le 12 janvier 1821 à Paris (ancien 12e arrondissement)  et mort le 8 février 1885 dans le 14e arrondissement de Paris, est un peintre français.

## Biographie
Claude Guilleminet est un peintre de scène de genre spécialisé dans les représentations de basses-cours : coqs, poules, poussins, canards, dindons, etc.
Il débute au Salon de 1856, et participe à ceux de 1864 et 1866. Le musée Fabre de Montpellier conserve plusieurs de ses œuvres.

## Collections publiques
- Montpellier, musée Fabre : 
  - Basse-cour, 1857
  - La Vie de la basse cour à la ferme, huile sur toile

## Salons
- 1857 : Basse-cour (Montpellier, musée Fabre)